# Astragalus kanjuensis
Astragalus kanjuensis — вид квіткових рослин з родини бобових (Fabaceae). Новий вид походить із провінції Хайбер-Пахтунхва, Пакистан. Він морфологічно подібний до A. vallis-astoris Podlech & Zarre, але характеризується густо-біло волосистими молодими гілками, короткими прилистками 3.5–7 мм завдовжки, з 1–3 поздовжніми жилками, видовженими квітконіжками 2.5–6.3 см завдовжки, волосистими з білими волосками, двоквітковою китицею з квітконіжками 3.5–5.5 мм густо запушеними білими волосками; відносно довгий штандарт до 32 мм; боби від еліптичних до довгастих, 14–21 × 4–6.5 мм, дзьоб різко зігнутий 2–4 мм, густо запушений білими розлогими волосками.